# 柏林音樂廳管弦樂團
柏林音樂廳管弦樂團（德語：Konzerthausorchester Berlin）是一家位於德國柏林的管弦樂團，其演出場地是柏林音樂廳。柏林音樂廳管弦樂團舊稱柏林交響樂團，於2006年改為現在的名稱。柏林音樂廳管弦樂團成立於1952年的東柏林，最初名為柏林管弦樂團。

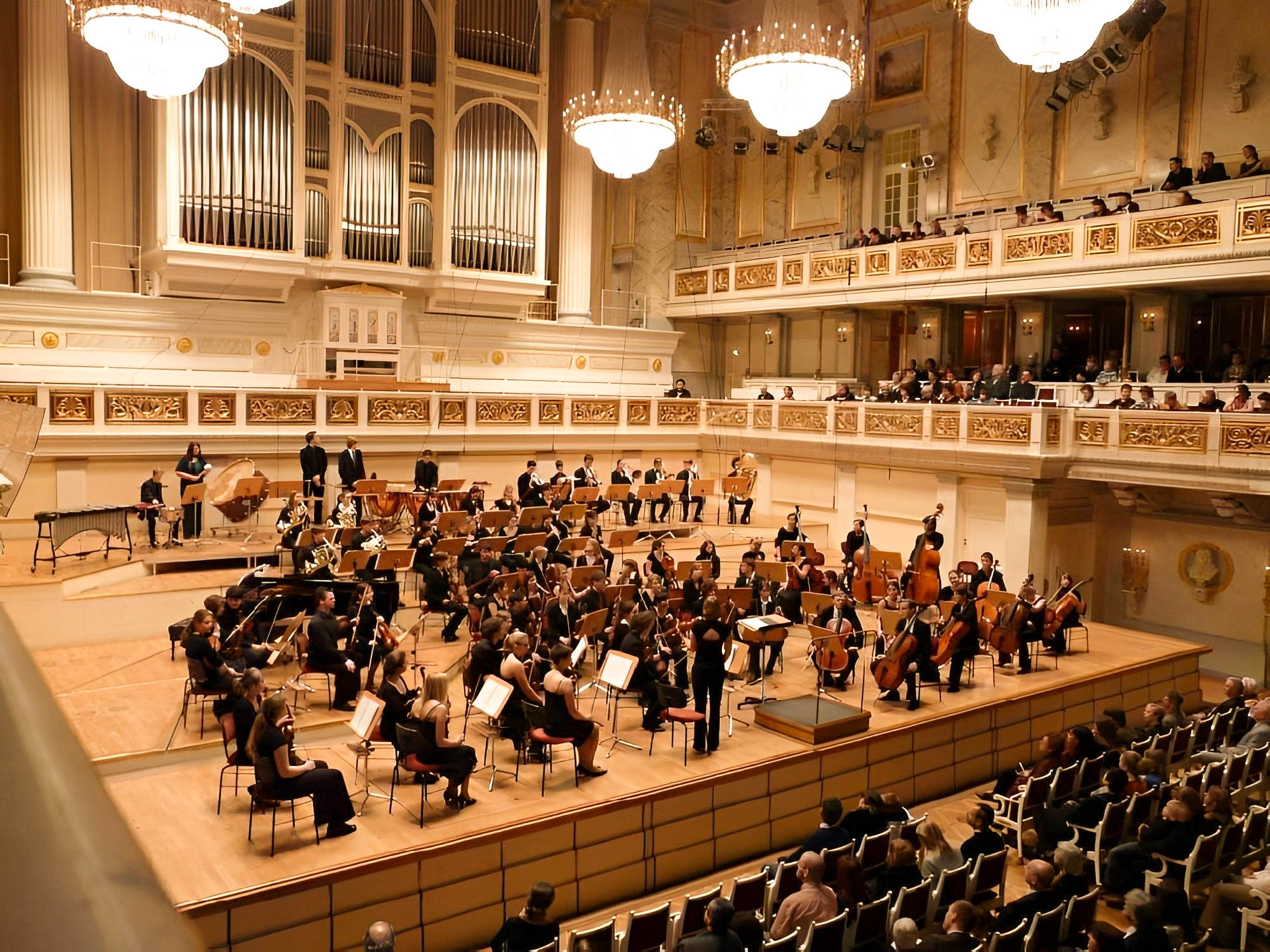
Konzerthausorchester 2008

## 外部連結
- 官方网站（德文）（英文）
- biography from IMG Artists site